# Teatro Capranica
Le Teatro Capranica est un théâtre situé au 101 Piazza Capranica, dans le quartier Colonna de Rome. Construit dès 1679 par la famille Capranica et habité au début de la Renaissance, le palais Capranica est le deuxième théâtre ouvert au public à Rome. Il est ensuite le lieu de nombreuses créations d'opéras Baroques, notamment le Tito e Bérénice de Caldara, Griselda d'Alessandro Scarlatti et Ercole su'l Termodonte de Vivaldi. 
Le teatro Capranica cesse de fonctionner en tant que théâtre et opéra en 1881 et en 1922, il est reconverti en salle de cinéma. À la suite de la fermeture de la salle de cinéma en 2000, il est loué en tant que salle de conférences et de spectacles.

## Histoire
Le palais dans lequel le théâtre est situé est construit à l'origine en 1451 par le Cardinal Domenico Capranica, pour servir à la fois à sa propre résidence et plus tard pour le siège de l'Almo Collegio Capranica, un collège pour jeunes clercs qu'il fonde en 1457. Un des derniers exemples d'architecture Roman résidentiel du début de la renaissance, il a un grand côté de la tour et un étage noble, éclairé par trois fenêtres à meneaux en croix, ainsi que trois fenêtres de la fin du style Gothique , qui suggèrent que le palais a incorporé un bâtiment plus ancien sur le site,. À la fin des années 1670, un autre membre de la famille, Pompeo Capranica, avait un théâtre privé taillé existantes sur les appartements de la famille sans en changer l'aspect extérieur de l'immeuble. Le théâtre a été inauguré le 6 janvier 1679 avec Arcangelo Corelli pour maître de concert de l'orchestre avec la création de l'opéra de Bernardo Pasquini, Dov è amore è pietà,.

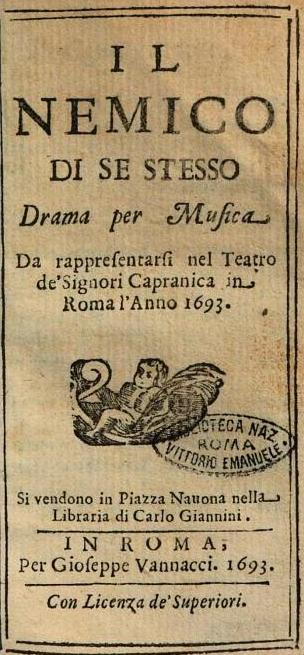
Livret de Il nemico di se stesso de Scarlatti l'une de ses nombreuses œuvres données en création au teatro Capranica, entre 1693 et 1721.

Avec l'élection du pape Alexandre VIII, Pompeo Capranica et son frère Federico reçoivent l'autorisation d'agrandir le théâtre et de l'ouvrir au public. Ils confient la tâche à Carlo Buratti (un élève de Carlo Fontana) qui reconstruit complètement le théâtre en 1694 et le transforme selon la traditionnelle forme en « U », avec une riche ornementation et 6 niveaux pourvus de 26 loges chacune. Il rouvre comme théâtre public (le second de Rome) le 18 janvier 1695 avec un opéra en trois actes, Clearco in Negroponte composé conjointement par Giovanni Lorenzo Lulier, Tommaso Gaffi et Carlo Francesco Cesarini,. Cependant, le nouveau théâtre manquait encore d'une entrée publique s'ouvrant sur la rue. Les spectateurs ne pouvaient entrer que par l'atelier d'un charpentier sur le rez-de-chaussée du palazzo. Son bail prévoyait qu'il ferme son atelier au cours de la saison d'opéra et qu'il fournisse à ses propres frais, un escalier en bois pour permettre aux spectateurs de monter dans le théâtre. Cette situation a perduré jusqu'au XIXe siècle.

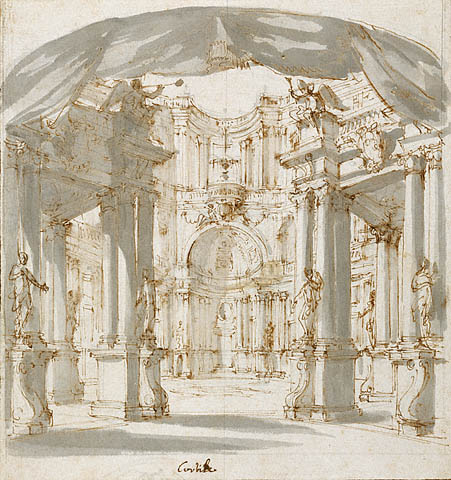
L'un des dessins préliminaires pour le décor de Tito e Berenice de Filippo Juvarra, créé au teatro Capranica en 1714.

Sous le pape Innocent XII, les spectacles de théâtre public sont encore une fois interdits et le théâtre reste fermé de 1699 à 1711. Lorsque l'interdiction de représentations publiques est levée, les frères Capranica rouvrent le théâtre et attirent bientôt le patronage du Cardinal Pietro Ottoboni qui contribue au coût de la rénovation, après sa longue fermeture et afin de rénover la scène, engage son architecte Filippo Juvarra. Les deux décennies qui suivent la réouverture marquent l'apogée du théâtre qui deviendra le principal opéra public de Rome et verra les créations de nombreux nouveaux opéras et les conceptions innovantes de Filippo Juvarra et Francesco Galli Bibiena. Le compositeur Alessandro Scarlatti est étroitement associé à la Capranica, où sont créés plusieurs de ses premiers opéras au début de 1679. Quand il revient à Rome en 1718, après ses années à Naples, il produit ses trois plus beaux opéras au théâtre, Telemaco, Marco Attilio Regolo et Griselda. Entre 1718 et 1721, le Capranica a également vu la création de l'oratorio de Scarlatti, La gloriosa gara tra la Santità e la Sapienza et plusieurs de ses cantates,.

Avec la construction de nouveaux théâtres publics à Rome, tels que le Teatro Alibert (1718), Teatro Valle (1727) et Teatro Argentina (1732), le Capranica a diminué progressivement en importance, même si dans les années 1750, il est apprécié par Goldoni pour la mise en scène de ses pièces. En 1739, dans ses Lettres historiques et critiques sur l'Italie (éd. 1799), Charles de Brosses fait une description de la négligence : 

« J'étais mal assis ; il y avait une foule à étouffer ; des décorations n'étaient ni finies ni tendues ; on voyait les murailles de touts côtés, les violons ives, les rôles mal sus, les acteurs enrhumés. »

En 1760, Goldoni écrit sa comédie Pamela maritata expressément pour le teatro Capranica. Le théâtre traverse plusieurs rénovations, fermetures et changements de propriétaires à partir de la seconde moitié du XVIIIe siècle. Au XIXe siècle, il cesse d'être une des grandes salles d'opéra de la ville et a tendance à se concentrer sur les opéras-comiques, les pièces de théâtre (souvent jouées en dialecte Romain), des spectacles acrobatiques et des spectacles de marionnettes. Le théâtre retourne à la famille Capranica en 1853, lorsque le Marquis Bartolomeo Capranica l'achète au Prince Alessandro Torlonia et dépense beaucoup d'argent pour sa rénovation. Cependant, il ne retrouve jamais son ancien prestige. L'écrivain américain Henry P. Leland en 1863, le décrit ainsi :

« Une étape marquante pour les minenti romains,, parés de tous leurs actes de bravoure. Voici venu le cordonnier, le tailleur et le petit artisan, tous avec leurs épouses ou les femmes et avec eux le riche paysan qui avait dix cents pour payer l'entrée. Ici, le public a pleuré et ri, applaudi les acteurs et en a parlé les uns aux autres d'un côté du théâtre à l'autre. »

Finalement, le coût d'entretien et la diminution de la fréquentation conduit à la disparition du teatro Capranica. Il ferme de façon permanente après une exécution d'Ernani de Verdi, le 1er mars 1881. Il est d'abord loué comme entrepôt de meubles, mais il est complètement vide de 1895 à 1922, quand les locaux sont reconvertis en salle de cinéma,.

## Aujourd'hui
Après la fermeture du cinéma Capranica en 2000, le théâtre de 800 places avec sa petite scène est rouvert en tant que salle de conférences et de spectacles disponible à la location. Propriété de l'Hôtel Nazionale et géré par Montecitorio Eventi S.r.l., le théâtre a accueilli quatre productions d'opéra de petite échelle par l'association « Aulico – Opéra & Musica » et au fil des années a été le cadre de nombreuses réunions de partis politiques italiens. En janvier 2013, Silvio Berlusconi a prononcé un discours de deux heures dans lequel il a présenté les candidats du peuple de la liberté, pour les élections générales italiennes de 2013. Lors d'une réunion du Parti démocrate à la Capranica, qui a duré tard dans la nuit du 19 avril 2013, Pier Luigi Bersani a démissionné de son poste de chef du parti à la suite de son échec à former un gouvernement de coalition.

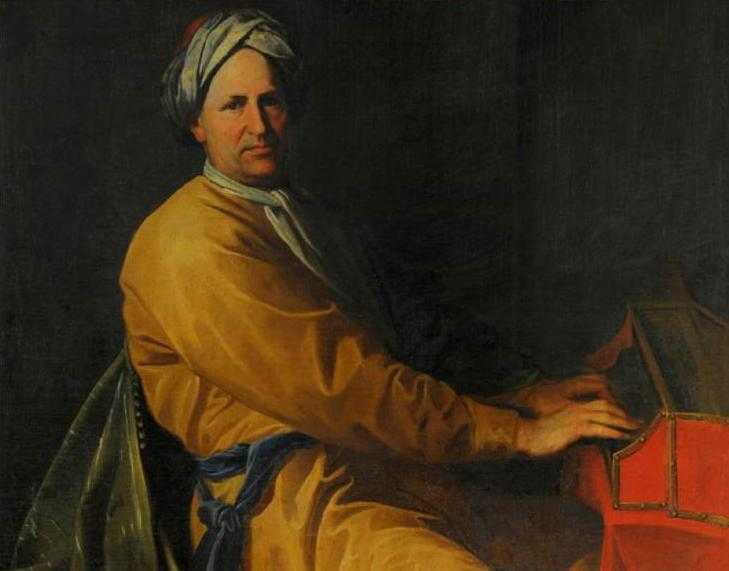
Portrait de Bernardo Pasquini par Andrea Pozzo. L'opéra de Pasquini, Dov è amore è pietà inaugure le nouveau Teatro Capranica, le 6 janvier 1679.

## Créations d'opéras
Plus de cinquante œuvres (opéras, oratorios, cantates et pièces de théâtre) ont été créées au Teatro Capranica. Le premier opéra créé est Dov è amore è pietà de Pasquini qui inaugure le théâtre en 1679,. La création en 1728 de L'isola di Alcina de Riccardo Broschi, est marquée par la présence de son frère, le célèbre chanteur, le castrat Farinelli, dans le rôle de Ruggiero. Comme la plupart des opéras créés à la Capranica avant 1750, c'est un opera seria. Les créations au théâtre, à partir de 1750 étaient presque exclusivement dans le genre de l'opéra-bouffe, tels que La cantarina (1756) de Galuppi ou La donna di spirito (1770) de Piccinni. Beaucoup parmi les plus courts, tels que La vendemmia (1760) d'Antonio Sacchini, sont spécialement écrits pour être exécutés comme intermezzi comique pour des pièces en prose. Les autres opéras créés à la Capranica comprennent :
- Caldara, Tito e Bérénice (1714)[4]
- Scarlatti, Griselda (1721)[8]
- Vivaldi, Ercole su'l Termodonte (1723) et Giustino (1724)[21]
- Albinoni, La Statira (1726)

## Sources
- (en) Carlo Goldoni, Memoirs of Goldoni (traduit en anglais par John Black), Vol. 2. Hunt & Clarke, 1828
- (it) Carlo Goldoni, Raccolta completa delle commedie di Carlo Goldoni, Vol. 15. Società editrice (florence), 1829
- (en) Henry P. Leland, Americans in Rome, Charles T. Evans, 1863 (iarchive:americansinrome00lelagoog)
- (it) Saverio Franchi et Orietta Sartori, Drammaturgia romana : annali dei testi drammatici e libretti per musica pubblicati a Roma e nel Lazio dal 1701 al 1750, con introd. sui teatri romani nel Settecento e commento storico-critico sull'attività teatrale e musicale romana dal 1701 al 1730, vol. 2, Rome, Edizioni di Storia e Letteratura, 1997, 410 p. (ISBN 88-87114-06-4, lire en ligne)
- (it) Anna Ferrari-Bravo (éd.), Guida d'Italia : Roma, Milan, Touring Club Italiano, 1999, 1006 p. (ISBN 88-365-1324-7, lire en ligne)
- (it) Elisabetta Natuzzi, Il Teatro Capranica dall'inaugurazione al 1881, Edizioni Scientifiche Italiane, 1999, 475 p. (ISBN 88-8114-785-8)
- (en) John Harper et Lowell Lindgren, « Pasquini, Bernardo », dans Stanley Sadie (éd.), The New Grove Dictionary of Music and Musicians, vol. 29, Londres, Macmillan, 2001, 2e éd., 25 000 p. (ISBN 9780195170672, lire en ligne)
- (it) Angela Groppi, "Un passato senza pace per il «Capranica»". Corriere della Sera, 29 février 2004, p. 55. Consulté le 18 janvier 2014.
- (it) Landa Ketkoff, "Rinasce il teatro lirico a palazzo Capranica". La Repubblica, 15 mars 2005. consulté le 20 janvier 2014.
- (it) Gherardo Casaglia, « Teatro Capranica », sur L'Almanacco di Gherardo Casaglia, 2005
- (it) Maria Gabriella Pezone, Carlo Buratti : architettura tardo barocca tra Roma e Napoli, Alinea Editrice, 2008, 369 p. (ISBN 978-88-6055-303-4 et 88-6055-303-2, lire en ligne)
- (en) Reinhard Strohm, Essays on Handel and Italian Opera, Cambridge University Press, 2008, 316 p. (ISBN 978-0-521-08835-0 et 0-521-08835-6, lire en ligne)
- (en) Carol M. Richardson, Reclaiming Rome : Cardinals in the Fifteenth Century, Koninklijke Brill, 2009, 519 p. (ISBN 978-90-04-17183-1 et 90-04-17183-5, lire en ligne)
- (en) Susan Vandiver Nicassio, Imperial City : Rome under Napoleon, University of Chicago Press, 2009, 256 p. (ISBN 978-0-226-57974-0 et 0-226-57974-3, lire en ligne)